# Posztmodern
A posztmodern széles körű mozgalom, amely a 20. század közepén és végén alakult ki a filozófia, a művészet, az építészet és a kritika területén, jelezve az eltérést a modernizmustól. A kifejezést általánosan azon mai történelmi kor megjelölésére használják, amelyről azt állítják, hogy követi a modernitást és e korszak tendenciáit.
Jean-François Lyotard a posztmodern meghatározásaként a következőket mondja: „Végsőkig leegyszerűsítve, a »posztmodernt« a nagy elbeszélésekkel szembeni bizalmatlanságban határozom meg.” Mit is értünk nagy narratívák – vagy más helyütt meta-elbeszélések – alatt? Lyotard a következőket nevezi meg: „az ész és a szabadság progresszív emancipációja, a munka (az elidegenedett érték forrása a kapitalizmusban) haladó vagy pusztító emancipációja, az egész emberiség gazdagodása a tőkés techno-tudomány révén, sőt, ha magát a kereszténységet is a modernhez számítjuk, akkor a teremtmények üdvözülése a lélek megtérésével a vértanúi szeretettől a krisztusi elbeszéléshez.” 
A posztmodern gondolkodás szerint a meta-narratívák a fennálló társadalmi rendszer intézményeinek a fenntartására szolgáltak. Tulajdonképpen a világ ideológiai hátterét adták. A posztmodernség nézőpontjából jegyzi meg Pásztor János, hogy Auschwitz ténye önmagáért beszél, puszta ténye cáfolata a modern haladáseszménynek. Ennek helyébe lép a posztmodern, aminek jellemzője a bizalmatlanság és a bizonytalanság. A meta-narratívák legitimációként szolgálták a társadalmat, megadva annak metafizikai megalapozását.

## A modern
A modern kor a reneszánsszal vette kezdetét, Max Weber ezt a gondolkodásbeli változást a világ „varázstalanításaként” írja le. René Descartes híres aforizmája, a „gondolkodom, tehát vagyok” már a modernség első kifejeződése: a francia filozófus a teljes kétely állapotából kivezető bizonyosságot keresi, és úgy véli, a legbiztosabb pont a szubjektum számára önmaga, ennek a szubjektumnak pedig az elsődleges jellemzője a gondolkodás képessége. Bár Descartes következő lépése az, hogy Isten létét is megpróbálja bizonyítani, a lényeg mégis az, hogy az az alap, amire a világ elgondolása épül, itt már nem Isten, hanem az embernek önmagába mint gondolkodó lénybe vetett hite. A világ ettől kezdve tudományosan megismerhető objektumok összessége, amelyek hozzáférhetőek egy racionális tudat számára. A tudomány virágzásnak indul, Európát a technikai fejlődés határozza meg.

## Amoderntörténelmi kontextusa
A modern kezdetének a legtöbb kutató a francia forradalmat nevezi meg, azonban a modern kezdete már a 15.–16. században kereshető, gyökerei egészen a történelemben modern kornak nevezett korszakkal kezdődik. A történelmi modern kor az amerikai kontinens felfedezésével veszi kezdetét. Nyilvánvalóan az erőviszonyok erőteljes változásának és a világ (nyugat) kitágulásának köszönhetően a nyugat, mint a világ birtokosa lép fel. Komoly jelentőséggel bír a gyarmati rendszer a modern filozófiai világlátás kialakulásában, hiszen a nyugati ember a „fejletlen” világrészekre úgy lép, mint a kereszténység és a modern civilizáció egyedüli birtokosa. A modern civilizáció tolmácsolása visszahat Európára, így az európai gondolkodás, az európai társadalom tudatára ébred, hogy az a társadalmi rendszer, kultúra, amit Európa kommunikál a gyarmatok felé, messzemenőkig fejlettebb, mint a gyarmati országok kultúrája. A globális tágulás kezdetei szülik a Nyugat nagy narratíváinak a rendszerré növekedését.
A tudomány és a technika robbanásszerű fejlődésének köszönhetően Európában az emberek egyre jobban elhiszik, hogy a világot uralmuk alá vonják, a világ megismerhető és birtokolható. A 19. század és a 20. század eleje a rohamos tudományos fejlődés és az ideológiák születésének az időszaka. Ennek a korszaknak a betetőzését Albert Einstein tudományos eredményei jelentik, mint utolsó nagy fellendülése a modern világszemléletnek. Az első világháború azonban már törést jelent a modern szemléletmódban (nyilván a „boldog békeidők” után traumaként érte a nyugatot az első világháború szörnyűsége). A két világháború közötti időszakot már bátran nevezhetjük a posztmodern kezdeteinek, és a modern világszemlélet csillaga leáldozásának.
A második világháború és az azt követő tisztogatások, a nagy ideológiák összecsapása, a holokauszt ténye, a kétpólusú hatalommegoszlás kialakulása, mind a modern elhalását és egy új társadalmi magatartás, gondolkodás kibontakozását segítette elő, és ez az új világszemlélet a posztmodern.

## A posztmodern
A modernség meghaladása Freud, Nietzsche, majd később Heidegger nevéhez fűződik, őket pedig az olyan posztstrukturalista gondolkodók követik, mint pl. Jacques Derrida, Paul de Man, Michel Foucault, Jean-François Lyotard. Freud megmutatta, hogy az ember nem tudatos lény: a tudat a lelki szerkezetnek csak egy kicsi része, a nagyobb a tudattalan, ahol az olyan ösztöneink, vágyaink működnek, amelyeket önmagunknak sem vallunk be, elfojtunk. Nem pusztán nem vagyunk gondolkodó lények, hanem önmagunkat sem ismerjük. A szubjektum tehát nem önazonos létező, ezzel Freud alapvetően megváltoztatta az emberről alkotott elképzelésünket. Nietzsche számos ponton haladt túl a modernségen, pl. azzal, hogy a morál fogalmának újragondolására késztetett, illetve azzal, hogy hangsúlyozta: a világ nem objektíven hozzáférhető létező, hanem mindig az értelmezésre van utalva, az értelmezések pedig sokfélék lehetnek. Heidegger a nyelv szempontjából haladta meg a modernséget: szerinte a nyelv nem eszköz, amivel a gondolatainkat kifejezzük, hanem az a közeg, ami egyáltalán lehetővé teszi, hogy gondolkodjunk. Nem az ember beszéli a nyelvet, hanem a nyelv az embert. A nyelv fontossága langue értelemben erősen megmutatkozik a posztmodern irodalomban.(lásd. pl. Esterházy Péter). „Reggel iszonyatosan leteremtettem a személyzetet; egyik lábukról álltak a másikra, míg turkáltam az obligát tüktojt.” (Esterházy Péter: Kis Magyar Pornográfia) A posztmodern szerző ad hoc szókapcsolatokat alkot, nem ritkán tördeli a nyelvet, szó szerint kísérletezik a nyelvvel.
A posztmodern lényege tehát az, hogy megkérdőjelezi a szubjektum önazonosságát, illetve az egységes, abszolút érvényű világmagyarázó elvek létét (lásd ad hoc szókapcsolatok). A világ többértelmű, heterogén, önellentmondásos.
Ihab Hassan szisztematikusan különítette el a posztmodernt a moderntől. Idetartozik még Gilles Deleuze és Félix Guattari rizómaelmélete, amely megkülönbözteti a fa típusú és a rizóma típusú kultúrákat. Az előbbi vertikálisan építkezik, és a modernségre jellemző, az utóbbi horizontális építkezésű és a posztmodern sajátossága.

## Freud és a posztmodern
A modern legfontosabb aspektusa a Descartes által megfogalmazott „Cogito ergo sum” alapelv, amiben a gondolkodás fontossága nyer hangsúlyt. A gondolkodó ember én magam vagyok, és gondolkodásom révén elsődlegesen saját magamról tudok, tudom, hogy én létezem és gondolkodom, minden más ennek a princípiumnak a következménye. Tehát saját magam ismerete, létezésem tudata, gondolkodásom ismerete adja a descartes-i filozófia gerincét.
Sigmund Freud pszichoanalitikája a fenn leírt princípium ellentétére jut, történetesen, hogy az embert ösztönök vezetik, és a tudatalattiban lévő tudattalan tudás határozza meg. Mivel az ember nem tudhatja egyértelműen, hogy ki és mire képes, ezért a létbizonytalanság lehetősége kerül felszínre, ami szöges ellentétben áll a modern által biztonságot nyújtó tudományos-ideológiai magyarázatokkal.
A tudattalan előtérbe helyezése szempontjából nevezhetjük Freudot a posztmodern szemléletmód előfutárának, hiszen ha nem tudható, hogy ki vagyok, akkor nem tudható az sem, hogy mire vagyok képes – ennek a nemtudásnak pozitív és negatív produktumai is vannak.

### A nemtudás pozitív produktumai
A nemtudás pozitív produktuma első renden az egyén lehetőségeinek a kiszélesedését jelenti. Nem determinálható az egyén, ugyanis minden emberben benne rejlik a „több”, a különlegessé válásnak a lehetősége. A kreativitás nagy fontosságú fogalommá válik így, ugyanis a nemtudás révén az egyén olyan képességeket is magában hordozhat, amiről nincsen tudomása, ezért hangsúlyt kap az önmegvalósítás a posztmodernben.

### A nemtudás negatív produktumai
Elsődleges és legfontosabb produktuma a freudi nemtudásnak a létbizonytalanság, azaz, hogy az egyén az egyetlen tudhatót sem tudja, éspedig, hogy ő mint gondolkodó létezik. Ösztöncselekvőként kiszámíthatatlan, és bár a nemtudásban benne rejlik a pozitív lehetősége, azonban bizonytalan, hogy az egyén mire képes, hiszen a tudatalattiban lévő dolgok ismeretlenek saját maga számára is.

## Művészet
A modern művészet utáni művészet, azaz napjaink művészeti megnyilvánulásai számos izmusba tömörülnek. Ezek még annyira sem értelmezhetők stiláris szempontból nézve, mint a modern művészet alkotásai. Ha mégis stiláris jelzőt keresünk, akkor azt valahol az eklektikus és egyéni jelzőkkel illethetjük. Az irodalomban a posztmodernnel kapcsolatban gyakran említik az irónia, illetve az intertextualitás, azaz szövegközöttiség meghatározó szerepét. A szövegközöttiség azt jelenti, hogy ezek a szerzők sok esetben utalnak más művekre, Esterházy Péter pl. jelöletlenül idéz saját szövegeiben más szerzőktől. De gyakran készülnek olyan alkotások is, amelyek bizonyos műfajokat parodizálnak, vagy más művek átirataiként működnek.